# Bahnstrecke Jiayuguan–Jingtieshan
| Bahnstrecke bei Binggou |                      |                                           |                                           |
| Streckenlänge: | 74 km                |                                           |                                           |
| Spurweite: | 1435 mm (Normalspur) |                                           |                                           |
| Zweigleisigkeit: | nein                 |                                           |                                           |
| |                      |                                           |                                           |
| \| \| \| Bahnstrecke Lanzhou–Xinjiang von Lanzhou \| \| \| \| 0 \| Jiayuguan \| Jiayuguan \| \| \| \| weiter auf Bahnstrecke Jiayuguan–Ceke \| \| \| \| \| nach Stahlfabrik Jiuquan \| \| \| \| 14 \| Jiayuguan Jiaxing \| Jiayuguan Jiaxing \| \| \| \| Bahnstrecke Jiayuguan–Ceke nach Ceke \| \| \| \| 17 \| Jiayuguan Nord \| Jiayuguan Nord \| \| \| \| von Steinbruch, nach Stahlfabrik Jiuquan \| \| \| \| \| nach Jiayuquan West u. Industriegebiete \| \| \| \| \| von Industriegebiet, nach Aluminiumfabrik \| \| \| \| 265 \| Jiayuguan Luhua \| Jiayuguan Luhua \| \| \| \| Bahnstrecke Lanzhou–Xinjiang nach Ürümqi \| \| \| \| \| \| \| \| \| \| Schnellfahrstrecke Lanzhou–Xinjiang \| \| \| \| 12 \| Chunfeng \| Chunfeng \| \| \| 19 \| Qiaoxi \| Qiaoxi \| \| \| \| \| \| \| \| \| Xigou \| \| \| \| \| \| \| \| \| \| Binggou \| \| \| \| \| \| \| \| \| 54 \| Langweishan \| Langweishan \| \| \| \| \| \| \| \| \| Dongshuixia \| \| \| \| 74 \| Jingtieshan \| Jingtieshan \| \| \| \| Eisenmine Jingtieshan \| \| |                      |                                           |                                           |
| Strecke von links · Abzweig geradeaus und von rechts |                      | Bahnstrecke Lanzhou–Xinjiang von Lanzhou  | Bahnstrecke Lanzhou–Xinjiang von Lanzhou  |
| Strecke · Bahnhof | 0                    | Jiayuguan                                 | Jiayuguan                                 |
| Strecke |                      | weiter auf Bahnstrecke Jiayuguan–Ceke     | weiter auf Bahnstrecke Jiayuguan–Ceke     |
| Abzweig geradeaus und nach links · Strecke |                      | nach Stahlfabrik Jiuquan                  | nach Stahlfabrik Jiuquan                  |
| Dienststation / Betriebs- oder Güterbahnhof · Strecke | 14                   | Jiayuguan Jiaxing                         | Jiayuguan Jiaxing                         |
| Abzweig geradeaus und nach rechts · Strecke |                      | Bahnstrecke Jiayuguan–Ceke nach Ceke      | Bahnstrecke Jiayuguan–Ceke nach Ceke      |
| Dienststation / Betriebs- oder Güterbahnhof · Strecke | 17                   | Jiayuguan Nord                            | Jiayuguan Nord                            |
| Kreuzung geradeaus oben und links · Strecke |                      | von Steinbruch, nach Stahlfabrik Jiuquan  | von Steinbruch, nach Stahlfabrik Jiuquan  |
| Abzweig geradeaus, nach rechts und von rechts · Strecke |                      | nach Jiayuquan West u. Industriegebiete   | nach Jiayuquan West u. Industriegebiete   |
| Abzweig geradeaus, nach links, von links und von rechts · Strecke |                      | von Industriegebiet, nach Aluminiumfabrik | von Industriegebiet, nach Aluminiumfabrik |
| Bahnhof · Strecke | 265                  | Jiayuguan Luhua                           | Jiayuguan Luhua                           |
| Kreuzung geradeaus unten · Abzweig geradeaus und nach rechts |                      | Bahnstrecke Lanzhou–Xinjiang nach Ürümqi  | Bahnstrecke Lanzhou–Xinjiang nach Ürümqi  |
| Abzweig geradeaus und nach links · Strecke nach rechts |                      |                                           |                                           |
| Kreuzung geradeaus oben |                      | Schnellfahrstrecke Lanzhou–Xinjiang       | Schnellfahrstrecke Lanzhou–Xinjiang       |
| ehemaliger Bahnhof | 12                   | Chunfeng                                  | Chunfeng                                  |
| Bahnhof | 19                   | Qiaoxi                                    | Qiaoxi                                    |
| Abzweig geradeaus und nach links · Strecke von rechts |                      |                                           |                                           |
| Betriebs-/Güterbahnhof Streckenende · Strecke |                      | Xigou                                     | Xigou                                     |
| Verschwenkung nach rechts |                      |                                           |                                           |
| Dienststation / Betriebs- oder Güterbahnhof |                      | Binggou                                   | Binggou                                   |
| Tunnel |                      |                                           |                                           |
| Bahnhof | 54                   | Langweishan                               | Langweishan                               |
| Tunnel |                      |                                           |                                           |
| Dienststation / Betriebs- oder Güterbahnhof |                      | Dongshuixia                               | Dongshuixia                               |
| Bahnhof | 74                   | Jingtieshan                               | Jingtieshan                               |
| Betriebsstelle Streckenende |                      | Eisenmine Jingtieshan                     | Eisenmine Jingtieshan                     |

Die Bahnstrecke Jiayuguan–Jingtieshan (chinesisch 嘉峪关-镜铁山), kurz: Jiajing-Bahn (chinesisch 嘉镜铁路) ist eine Bahnstrecke in der Provinz Gansu in der Volksrepublik China. Sie verbindet den Bahnhof Jiayuguan mit dem Bahnhof Jingtieshan im Autonomen Kreis Sunan der Yugur. Sie läuft weitgehend entlang des Flusses Beida und kreuzt ihn mehrfach.
Vom Bahnhof Jiayuquan beginnend zweigt die Bahnstrecke von der Lanxin-Bahn ab. Am Bahnhof Jiayuquan Luhua erfolgt nach 5 Kilometern ein Richtungswechsel. Dieser kann entfallen über die zur Bahnstrecke zählende, 26 Kilometer lange Ringbahnstrecke Jiayuquan über die Güterbahnhöfe Jiayuguan Nord und Jiayuguan Ost, von der die Bahnstrecke Jiayuguan–Ceke abzweigt. Nach dem Richtungswechsel gibt es Haltepunkte für Minenarbeiter in den Dörfern Qiaoxi und Langweishan sowie an Güterbahnhöfen. In Qiaoxi schließt sich eine 15 Kilometer lange Zweigstrecke zur Kalksteinmine Xigou an<.ref name="ribao-2021"/> In Jingtieshan endet die Strecke an einer Eisenmine. 
In Zukunft soll die Bahnstrecke nach Muli fortgesetzt werden und dort über eine Nebenstrecke der Lhasa-Bahn bis Haergai durchgebunden werden.
Die Spurweite beträgt 1435 mm (Normalspur). Die Strecke ist elektrifiziert. Die Strecke wird von der chinesischen Eisenbahngesellschaft China Railway betrieben. Die Bahnstrecke wurde ab 1957 geplant, insbesondere für die Firma Jiuquan Stahl, und im Jahr 1966 eröffnet. Die Ringbahnstrecke Jiayuquan wurde im Jahr 1968 eröffnet.